# Clodia Pulchra
Clodia Pulchra, född cirka 95 f.Kr., död efter 56 f.Kr., var en romersk adelskvinna. Hennes liv är känt från Ciceros skildring, och hon tros vara den Lesbia som var föremål för Gaius Valerius Catullus dikter.
Hon var dotter till konsul Appius Claudius Pulcher, syster till Appius Claudius Pulcher, Gaius Claudius Pulcher och Publius Clodius Pulcher. Hon var gift med Quintus Caecilius Metellus Celer och mor till Caecilia Metella.
Hon var beskrivs som en bildad och kultiverad kvinna med ett stormigt äktenskap och många kärleksaffärer, och var föremål för flera skandaler.